# Södermark
Södermark (finska: Söörmarkku) är en tätort (finska: taajama) i Björneborgs stad (kommun) i landskapet Satakunta i Finland. Vid tätortsavgränsningen den 31 december 2021 hade Södermark 575 invånare och omfattade en landareal av 3,31 kvadratkilometer.
Karimaa bronsålders gravrösen vittnar om den tidigaste bosättningen  . De första skriftliga källorna nämner Södermark år 1473. Den svenske naturforskaren Carl von Linné besökte byn 1723 och nämner att han där hade sett  världens nordligaste ek. Trädet förstördes i en storm först 1979.
Södermark betraktas sin en  byggd kulturmiljö av nationell betydelse i Finland. Där finns representativ allmogebebyggelse längs den gamla byvägen. Byn har tydliga nivåer av byggnadskultur.  Huvudgårdarna ligger vid de bördiga jordbruksmarkerna längs ån, och den mera anspråkslösa bosättningarna ligger på de omkringliggande kullarna.  Jordbruket dominerar ännu området. 